# The Love of Penelope
The Love of Penelope est un film muet américain réalisé par Francis J. Grandon et sorti en 1913.

## Fiche technique
- Réalisation : Francis J. Grandon
- Scénario : Maibelle Heikes Justice
- Date de sortie : 
  - États-Unis : 1913

## Distribution
- Harold Lockwood : Robbin Abbot
- Kathlyn Williams
- Hobart Bosworth
- William H. Brown